# Julius Bittner
Julius Bittner (Viena, 9 d'abril de 1874 - 9 de gener de 1939) fou un compositor musical austríac.
Estudià amb Josef Labor i Bruno Walter. La seva primera òpera, Die rote Gret, fou estrenada amb èxit a Frankfurt, el 1907. A aquesta li seguiren amb la mateixa favorable acollida les titulades: 
- Der Musik (Viena, 1910);
- Der Bergsee (Viena, 1911) revisada el 1922;
- Der Hollische Gold (Dresden, 1915);
- Der Kohlheimerin (Viena, 1921);
- Das Rosengartlein (Viena, 1924);
- Das Veilchen (Viena, 1931).

Altres obres de menor importància són:
- Der Markt der Liebe, ballet (Viena, 1909);
- Die Todestarantella, ballet (Zúric, 1920);
- la farsa musical Die unsterbliche (Zuric, 1920);
- Der liebe Augustin, comèdia lírica.

A més, va publicar música de cambra, lieder i l'àlbum titulat Tänze aus Oesterreich, per a piano a dues i quatre mans.
Fou un compositor molt apreciat pel seu fàcil melodisme i el seu intens sentiment dramàtic.